# Kabul
 Ovo je glavno značenje pojma Kabul. Za druga značenja pogledajte Kabul (razdvojba).
Kabul (paštunski: "کابل"), glavni i najveći grad Afganistana sa stanovništvom od oko tri milijuna ljudi. Dobio je ime po rijeci na kojoj leži.
Kulturno je i ekonomsko središte smješteno na 1800 m nadomorske visine, smješten između planine Hindukuš i rijeke Kabul.

## Povijest
Kabul je kroz povijest bio dio mnogih država koje su vladale prostorom srednje Azije i često je potpadao pod razne vjerske i kulturne utjecaje. Povijest grada se može pratiti oko 3500 godina kada je tamo postojalo svetište perzijske vjere zoroastrizma, a u kasnijem razdoblju se širi budizam i hinduizam. Pokraj grada je tijekom osvajanja prošao Aleksandar Makedonski, ali nema izvještaja o njegovoj vlasti. Nakon Aleksandra su tim prostorom vladali Seleukidi i indijska država Maurya. U 2. st. pr. Kr. je grad postao dio Grčko-Baktrijskog Kraljevstva, a u 1. st. pr. Kr. dio Kušanskog Kraljevstva. 230. godine je postao dio perzijske dinastije Sasanida, a 642. je potpao pod islamsku vlast. Nakon toga je prostor grada postao nezavisan. U kasnijem razdoblju su gradom vladali Samanidi, Gaznavidi, Guridi, Hidžidi, Mongoli, Timuridi i Moguli. Kabul je postao jedan od najvažnijih gradova Mogulskog Carstva. Babur, osnivač Mogulskog Carstva i jedan od najvažnijih mogulskih kraljeva je jako volio Kabul i zatražio da u njemu bude sahranjen, te do danas postoji njegova grobnica u tzv. Baburovim vrtovima pokraj Kabula.
Godine 1747. je Kabul osvojio osnivač Afganistana Ahmad Shah Durrani. Krajem 19. st. su grad više puta napadali Britanci tijekom britansko-afganistanskih ratova. Tijekom kraljeva Amanullah Khana i Zahir Shaha u 20. st. se grad razvija i grade škole, moderne palače i prometna infrastruktura. 1932. je otvoreno Sveučilište. Tijekom 20. st. je sagrađen moderan grad.
Nakon državnog udara 1978. i sovjetske intervencije 1979. počinje dugotrajni rat tijekom kojeg je Kabul prilično razrušen. Do 1989. su u gradu postojale sovjetske postrojbe i često je bio pod napadom pobunjenika. 1996. su zavladali Talibani i uveli strog islamistički režim. Početkom 2002. je međunarodna koalicija pod vodstom NATO saveza srušila Talibane i uspostavila vlast demokratski izabranog predsjednika Afganistana Hamida Karzaija. Iako i dalje vlada nesigurnost, u novije vrijeme se grad obnavlja i modernizira. Od 2002. do 2007. je broj stanovnika narastao 7 puta (s 500.000 na 3.500.000) zbog povratka afganistanskih izbjeglica i doseljenja stanovništva iz dijelova Afganistana gdje još traju sukobi.
Međunarodna koalicija pod vodstvom SAD-a u novije vrijeme mnogo ulaže u modernizaciju grada. Arhitekt Hisham N. Ashkouri, je izradio projekt razvoja i modernizacije grada (Grad svjetla) kojim afganistanska vlada želi sagraditi moderan grad.

## Zemljopis
Kabul je smješten u dolini rijeke Kabul okruženoj planinama. Jedan je od najviših glavnih gradova na svijetu. Rijeka Kabul se ulijeva u rijeku Ind. Tijekom sušne sezone nije veća od potoka, ali nakon topljenja ledenjaka u proljeće nabuja i vodostaj poraste nekoliko puta, te postaje plovna i čini afganistansku plovnu vezu s Indijskim oceanom preko rijeke Ind.
Klima je stepska s malo padalina. Zbog kontinentalnosti su velike godišnje razlike temperature (zimske temperature oko -15 do -20 °C, a ljetne do 30 °C).

## Stanovništvo
Stanovništvo Kabula se brzo povećava. Od svrgavanja Talibana 2002. do 2007. je grad narastao 7 puta. Točan broj stanovnika nije poznat, te se pretpostavlja da ima oko 3.500.000 stanovnika. Stanovništvo je izrazito multietničko i multijezično, te su izmiješane sve afganistanske etničke skupine. National Geographic procjenjuje da 45% stanovništva čine Tadžici, 25% Hazari, 25% Paštuni, 2% Uzbeci, 1% Baluči, 1% Turkmeni i 1% Hindusi. 

## Gospodarstvo
Afganistan je jedna od najsiromašnijih država svijeta, ali se gospodarstvo u novije vrijeme brzo razvija, posebno u Kabulu u koji dolaze mnoge međunarodne investicije. Grade se i moderni hoteli i trgovački centri.

## Znamenitosti
Značajan je Afganistanski nacionalni muzej u kojem postoje arheološki nalazi iz brojnih kultura koje su vladale Afganistanom, ali su tijekom rata mnogi izlošci ukradeni. U gradu postoje brojne džamije (džamija Abdula Rahmana, Id Gah, Pul-e Khishti i Shah-Do Shamshira) i mauzoleji (grobnica Timur Shah Durranija, Abdur Rahman Khana, Zahir Shaha, Nadir Shaha i Jamal-al-Din al-Afghanija). Bivša kraljeva palača Darul Aman je u ruševinama, ali se planira obnoviti. U blizini grada su značajni Baburovi vrtovi s grobnicom Babura, osnivača Mogulske dinastije.
Zoološki vrt u Kabulu otvoren je 1967.g.